# Plecodus
Genre
Plecodus est un genre de poissons de la famille des Cichlidae.

## Liste des espèces
Selon FishBase (25 janv. 2017) :
- Plecodus elaviae Poll, 1949
- Plecodus multidentatus Poll, 1952
- Plecodus paradoxus Boulenger, 1898
- Plecodus straeleni Poll, 1948